# 励振
励振（れいしん）は、振動に加えられる振動的な外力、すなわち振動の原因となる入力のこと。小さな振幅で刺激を与えることにより、大きな振幅が引き起こされること。
遠心力、励振力、変位励振、自励振動に分類される。自励振動は係数励振や外部励振が作用しないのにもかかわらず振動を発生する、特殊な励振様式である。